# Chlenias trigramma
Chlenias trigramma är en fjärilsart som beskrevs av Oswald Beltram Lower 1892. Chlenias trigramma ingår i släktet Chlenias och familjen mätare. Inga underarter finns listade i Catalogue of Life.